# Tuggeranong Hill
Tuggeranong Hill är ett berg i Australien. Det ligger i territoriet Australian Capital Territory, i den sydöstra delen av landet, omkring 17 kilometer söder om huvudstaden Canberra. Toppen på Tuggeranong Hill är 855 meter över havet, eller 237 meter över den omgivande terrängen. Bredden vid basen är 3,6 km.
Runt Tuggeranong Hill är det mycket glesbefolkat, med 4 invånare per kvadratkilometer.. Närmaste större samhälle är Canberra, omkring 17 kilometer norr om Tuggeranong Hill.
Trakten runt Tuggeranong Hill består i huvudsak av gräsmarker. Genomsnittlig årsnederbörd är 1 026 millimeter. Den regnigaste månaden är februari, med i genomsnitt 164 mm nederbörd, och den torraste är juli, med 35 mm nederbörd.